# Свириденко Наталія Сергіївна
Наталія Сергіївна Свириденко (нар. 18 листопада 1946) — перша професійна клавесиністка України, реставраторка та експертка клавішних інструментів, народна артистка України (1997), доцент, професор Національної академії керівних кадрів культури і мистецтв (2001—2011), професор кафедри інструментально-виконавської майстерності Інституту мистецтв Київського університету імені Бориса Грінченка (з 2012), кандидат мистецтвознавства (2012).

## Життєпис
Батько Сергій Харитонович — інженер-конструктор, походив з роду меценатів Симиренків. Мати Євгенія Петрівна Полуектова — киянка у багатьох поколіннях, мала музичну освіту. Наталія Свириденко почала грати на фортепіано у 4 роки, навчалася в Одеській середній спеціалізованій музичній школі імені П. С.  Столярського.
Здобула фахову освіту за спеціальністю «Фортепіано» та кваліфікацію «Викладач, концертмейстер»  в Молдавській державній консерваторії імені Г. Музическу (1970), де у 1973—1984 рр. працювала викладачем.
Пройшла стажування в Державному музично-педагогічному інституті імені Гнєсіних за спеціальністю «Клавесин» (1979).
У 1984—1988 рр. навчалася в асистентурі Латвійській державній консерваторії імені Я. Вітолса за спеціальністю «Клавесин» (клас професора В. Крастиня).
1989 року пройшла стажування з питань клавесинобудування в Німеччині (м. Росток).
1991 року стажувалася у м. Мюнхен у професора Аугсбурзького університету Л. Холман-Рассела (клавесин); у професора Мічиганського університету Е. Парментье (клавесин).

## Кар'єра
З 1988 року Наталія Свириденко є солісткою Національного будинку органної та камерної музики України.
У 1991–2012 роках — керівник лабораторії «Тон» Київського державного художньо-виробничого комбінату Міністерства культури України з виготовлення клавесинів і реставрації фортепіано. Під її керівництвом створено близько 50 інструментів, які знаходяться в Україні та зарубіжжі. Повернула до життя рарітетні музичні інструменти: піанофорте з родини Терещенків роботи австрійського майстра Йогана Шанса, що зберігається у Національному музеї історії України, рояль Лесі Українки в селі Колодяжне (Волинська обл.), рояль Максима Рильського в музей-квартирі поета у Києві та ін.
У 2001–2011 роках — доцент, професор Академії керівних кадрів культури та мистецтв.
З 2011 року — голова експертної комісії Міністерства культури при Національній опері України.
2012 р. захистила кандидатську дисертацію «Становлення клавесинного мистецтва в соціокультурному просторі України другої половини ХХ століття».
З 1 вересня 2012 року — працює на посаді професора кафедри інструментально-виконавської майстерності Інституту мистецтв Київського університету імені Бориса Грінченка.
Авторка наукових публікацій з питань історії клавесинного та фортепіанного мистецтва, виробництва та експертизи клавішних музичних інструментів.

## Творчість
У репертуарі Наталії Свириденко представлено цикли монографічних програм: «Українське бароко», «Англійська верджинальна музика», «Уся камерна музика Й. С. Баха», «Музика за часів Бурбонів», «Музика від Розумовських», твори Дж. Фрескобальді, К. Ф. Е. Баха, Д. Скарлатті, А. Солера, М. де Фалья, іспанська музика XVI ст.
Вперше в Україні здійснила у концертному та сценічному виконанні постановку українською мовою опер «Сокіл» Д. Бортнянського (1995) та «Служниця-пані» Дж. Б. Перголезі (2011). Серед постановок — опера «Алкід» Д. Бортнянського (лібрето М. В. Стріхи, 2000).
Артистка бере участь у міжнародних фестивалях, концертує в Україні та за кордоном (Білорусь, Іспанія, Латвія, Молдова, Німеччина, Польща, Росія, Франція), проводить майстер-класи в Тулузі (Франція), Мінську (Білорусь), у Київській дитячий академії мистецтв.
Має 20 фонограм у фондових записах радіо Молдови та 58 фонограм у фондових записах Українського радіо, випустила 5 компакт-дисків клавесинної музики бароко.

## Громадська діяльність
Головує в громадському об'єднанні України «Товариство камерної опери» (Київ).
В листопаді 2017 році брала участь в роботі журі Першого всеукраїнського конкурсу вокалістів «Світова класика українською».

## Відзнаки
Заслужена артистка України (1993).
Народна артистка України (1997).
Нагороджена подяками Міністерства культури України, медаллю на честь візиту Папи Івана Павла ІІ в Україну.

## Вибрані публікації
- Стилистика виконання старовинної музики на прикладі творів Й. С. Баха : навч.-метод. посібник / Н. С. Свириденко ; Київ. ун-т імені Б. Грінченка. — Київ : Інтерсервіс, 2019. — 248 с: іл., нот.
- Музика від Розумовських  навч.-метод. посібник / Н. С. Свириденко ; Київ. ун-т імені Б. Грінченка. — Київ, 2020. — 312 с.: іл., нот.
- Музика з бібліотеки Розумовських. Ч. 1 : Георг Бенда. Шість сонат для клавіру : метод.-реперт. зб. / Н. С. Свириденко. — Київ :Київ. ун-т імені Б. Грінченка, 2023. — 143 с.: іл., нот.
- Музика з бібліотеки Розумовських. Ч. 2 : Леопольд Кожелуг. Три сонати для клавіру : метод.-реперт. зб. / Н. С. Свириденко. — Київ : Київ. ун-т імені Б. Грінченка, 2023. — 136 с.:  іл., нот.
- Музика з бібліотеки Розумовських. Ч. 3 : П′єтро Метастазіо, Леопольд Кожелуг. 12 італійських арієт та віденська класика : метод.-реперт. зб. / Н. С. Свириденко. —Київ : Київ. ун-т імені Б. Грінченка, 2023. — 160 с.:  іл., нот.